# República Democrática de Madagascar
```
   |-
       | 
Erro:
:  
valor não especificado para "
continente
"
```

A República Democrática de Madagascar (malgaxe: Repoblika Demokratika Malgaxe, francês: République Démocratique de Madagascar) foi um estado socialista que existiu na ilha de Madagascar de 1975 até 1992 